# کوه‌های سانتا مونیکا
کوه‌های سانتا مونیکا (انگلیسی: Santa Monica Mountains) یک رشته کوه ساحلی در جنوب کالیفرنیا و در کنار اقیانوس آرام است. بخشی از محدوده «سلسله جبال عرضی» آمریکاست. منطقه تفریحی ملی کوه‌های سانتا مونیکا این رشته کوه را در بر می‌گیرد. کوه‌های سانتا مونیکا به دلیل نزدیکی به مناطق پرجمعیت، یکی از پربازدیدترین مناطق طبیعی در کالیفرنیا است.
مناطق مسکونی واقع‌شده در امتداد دامنه شمالی این کوه‌ها عبارتند از (از شرق به غرب):
- محله‌ها و مناطق مسکونی لس آنجلس:
  - محدوده ثبت‌نشده یونیورسال سیتی
  - استودیو سیتی
  - شرمن اوکس
  - انسینو
  - تارزنا
  - وودلند هیلز
  - وست هیلز
- کلباسس
- بل کنیون
- آگورا هیلز
- وست لیک ویلیج
- تاوزند اوکس
- نیوبری پارک

مناطق مسکونی واقع‌شده در امتداد دامنه جنوبی این کوه‌ها عبارتند از (از شرق به غرب):
- محله‌ها و مناطق مسکونی لس آنجلس:
  - لس فلیس
  - هالیوود هیلز
  - بل ایر
  - بندیکت کنیون
  - برنت‌وود
  - پسیفیک پلسیدس
- بورلی هیلز
- سانتا مونیکا
- توپانگا
- مَلیبو
- سولرومار